# Boehmeria nivea
El ramio u ortiga blanca (Boehmeria nivea) es una especie de la familia de las urticáceas de procedencia asiática. De su corteza se obtiene una fibra textil llamada «ramio». En el Extremo Oriente se usa como planta ornamental.

## Descripción
Alcanza una altura de entre 1 y 2,5 metros, la hoja tiene forma de corazón, de 7 a 15 cm de ancho y de 7 a 15 de largo, blanquecinas y con vellosidad en el envés.
El ramio blanco es cultivado en China, mientras que otra variedad, el ramio verde, se cree que es original de la península malaya. Esta última, tiene las hojas más pequeñas, con el envés verde y crece en ambientes tropicales.

### Historia
El ramio ha sido utilizado desde tiempos antiguos, como lo atestiguan su uso en los vendajes de las momias del antiguo Egipto. En torno al IV milenio antes de Cristo ya se cultivaba también en Rusia. 
Brasil comenzó su producción, en la década de 1930 teniendo su máximo en los años 1970, a partir de ahí la producción tuvo un gran declive, como resultado de la competencia de las fibras textiles alternativas, como fueron las sintéticas.

## Taxonomía
Boehmeria nivea fue descrita por (Carolus Linnaeus) Charles Gaudichaud-Beaupré y publicado en Voyage autour du Monde, entrepris par Ordre du Roi, . . . éxécuté sur les Corvettes de S. M. l'~Uranie~ et la ~Physicienne~ . . . Botanique 499–500. 1826. (March 1830)
Sinonimia
| - Boehmeria candicans Hassk. - Boehmeria frutescens var. concolor (Makino) Nakai - Boehmeria frutescens var. viridula (Yamam.) Suzuki - Boehmeria juncea Bedevian [Invalid] - Boehmeria nipononivea Koidz. - Boehmeria tenacissima Gaudich. - Boehmeria thailandica Yahara | - Boehmeria utilis André - Procris nivea Wedd. - Ramium niveum (L.) Kuntze - Urera lamiifolia Gaudich. - Urtica lamiifolia Juss. ex Pers. - Urtica nivea L. - Urtica tenacissima Roxb. - Urtica utilis de Vriese |